# James Allen Gähres

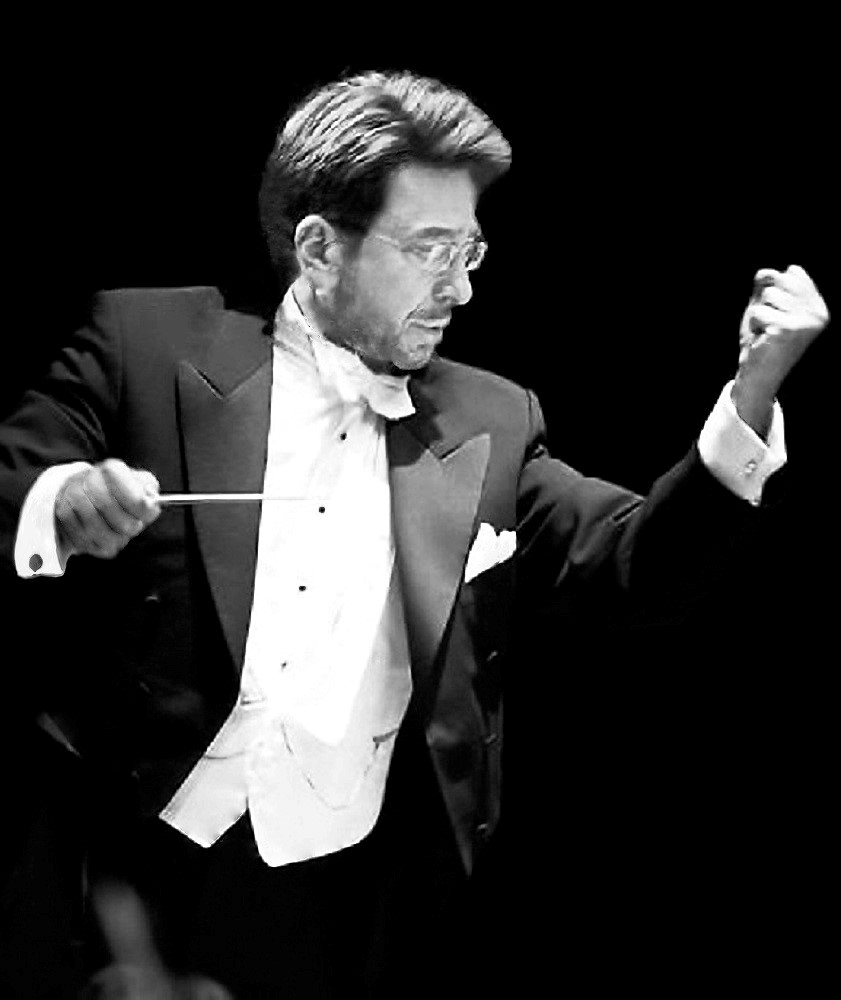
James Allen Gähres als Dirigent

James Allen Gähres (* 5. August 1943 in Harrisburg, Pennsylvania) ist ein US-amerikanischer Dirigent.

## Leben und Wirken
James Allen Gähres wurde 1943 in Harrisburg, Pennsylvania geboren.
Gähres studierte Musik, Dirigieren, Komposition und Klavier am Peabody Conservatory of Music in Baltimore, wo er in seinem abschließenden Studienjahr die musikalische Assistenz des Peabody Symphony Orchestra innehatte, sowie als Fulbright-Stipendiat bei Hans Swarowsky an der Universität für Musik und darstellende Kunst Wien. Er absolvierte Meisterklassen bei Bruno Maderna in Salzburg.
Seine Dirigentenkarriere begann er nach mehreren Jahren als freischaffender Komponist und Pianist in Süddeutschland. Gähres war als Dirigent an mehreren deutschen Opernhäusern tätig, darunter zehn Jahre als Erster Kapellmeister an der Niedersächsischen Staatsoper in Hannover, wo er etwa 15 verschiedene Produktionen pro Spielzeit dirigierte. Es folgte ein dreijähriges Engagement als Erster Kapellmeister am Staatstheater Braunschweig. Zu seinen Dirigaten in Deutschland gehörte auch die Leitung der deutschen Erstaufführung von Leonard Bernsteins Candide (Version Scottish Opera) an der Deutschen Oper Berlin auf Einladung von Götz Friedrich. Des Weiteren arbeitete er regelmäßig mit dem Niedersächsischen Jugendsinfonieorchester und dem Landes-Jugend-Symphonie-Orchester Saar auf Konzertreisen in Israel, Spanien, den USA, Frankreich, Großbritannien und Kanada zusammen.
James Allen Gähres arbeitete wiederholt als Gastdirigent an der New York City Opera im Lincoln Center in New York, in der Salle Pleyel in Paris, am Polnischen Nationaltheater in Poznań (Posen), mit dem Deutschen Symphonie-Orchester Berlin, der NDR Radiophilharmonie Hannover, dem Symphonieorchester des Bayerischen Rundfunks, bei den Heidelberger Musikfestspielen, sowie an der Deutschen Oper Berlin, am Opernhaus Dortmund, an der Staatsoper Stuttgart, der Bayerischen Staatsoper in München und am Teatro San Carlo in Neapel.

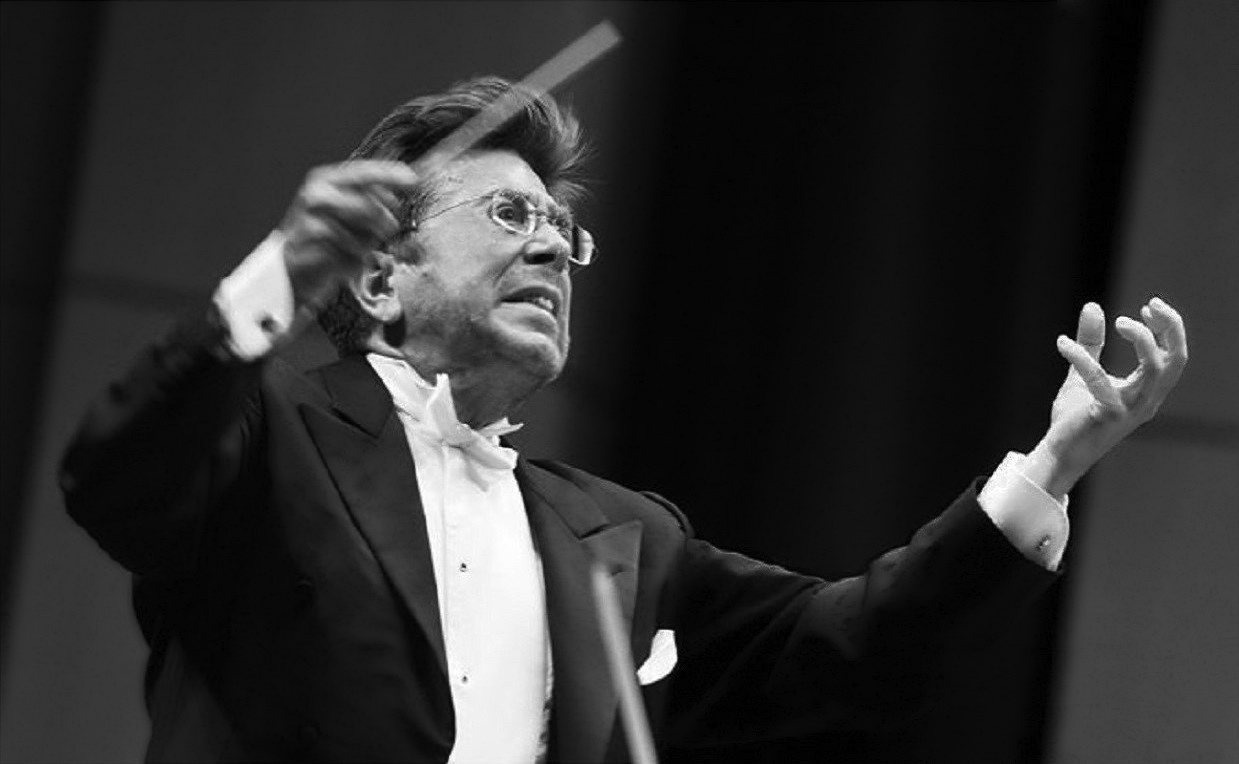
James Allen Gähres dirigiert ein Philharmonisches Konzert in Ulm

Von 1994 bis 2011 war James Allen Gähres Generalmusikdirektor am Theater Ulm, wo er mehrere Opern-Produktionen pro Spielzeit leitete. Er dirigierte auch alle Philharmonischen Konzerte in diesem Zeitraum, darunter unter anderem sämtliche Sinfonien Ludwig van Beethovens und von Johannes Brahms sowie die Violin- und Klavierkonzerte dieser Komponisten. Zugleich leitete Gähres das Philharmonische Orchester der Stadt Ulm als Chefdirigent. Das Konzert-Repertoire von James Allen Gähres umfasst unter anderem die Werke der Wiener Klassik, die Musik der Romantik bis hin zu den Werken der emotionalen Moderne eines Béla Bartók. James Gähres gab sein erfolgreiches Debüt als Generalmusikdirektor am Theater Ulm im September 1994, mit dem Dirigat der Oper Der Rosenkavalier von Richard Strauss. Angela Denoke sang die Titelrolle in dieser Produktion. Dies war gleichzeitig das Debüt von Angela Denoke als Feldmarschallin. Das Opern-Repertoire von Gähres beinhaltet unter anderem die Werke von Béla Bartók, Alban Berg, Georges Bizet, Ferruccio Busoni, Umberto Giordano, Wolfgang Amadeus Mozart, Giacomo Puccini, Pjotr Iljitsch Tschaikowski, Giuseppe Verdi, Richard Wagner, Alexander Zemlinsky und Richard Strauss. In seiner Position als Generalmusikdirektor begründete er die Tradition der Neujahrskonzerte und der Herbert von Karajan Gedächtniskonzerte, gespielt mit dem Philharmonischen Orchester der Stadt Ulm im Theater Ulm und im CCU Einsteinsaal in Ulm.
Darüber hinaus wurden vom Label Sound Circle Music (SCM) mehr als 15 CD-Einspielungen in seiner Zeit als Chefdirigent veröffentlicht, unter anderem die ersten Live-Aufnahmen von Carmen-Suite after Bizet, Selbstporträt und Two Tangos by Albéniz von Rodion Shchedrin.

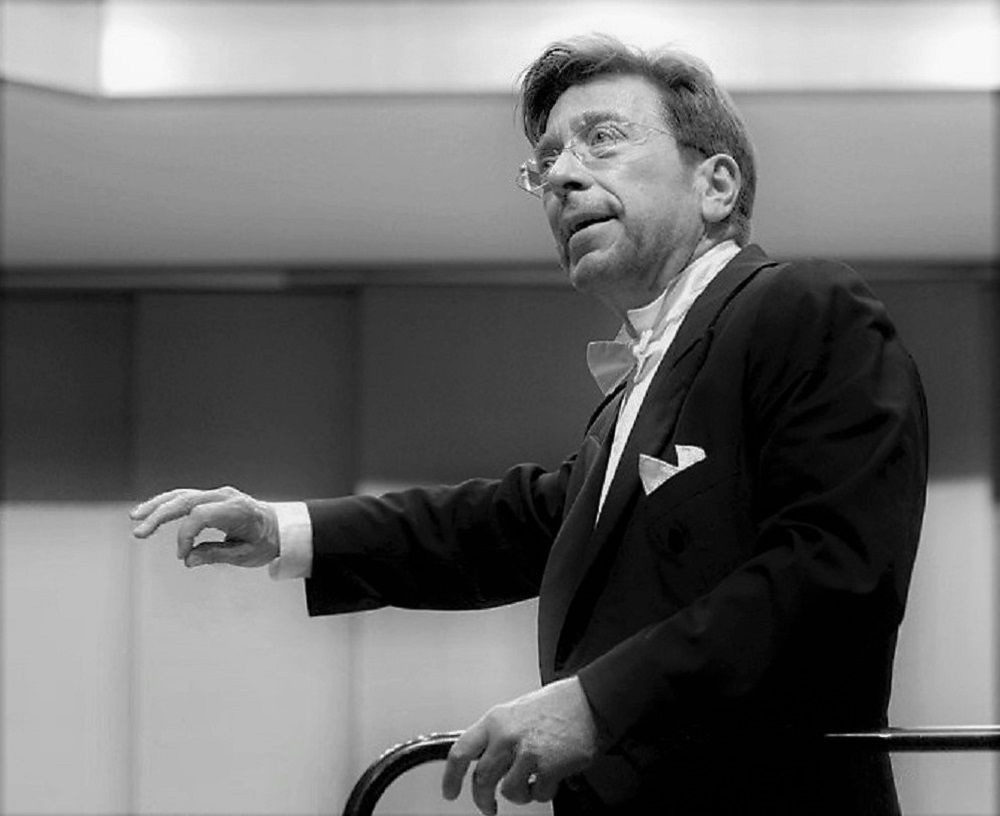
James Allen Gähres nach einem Konzert

James Gähres war außerdem Gastdirigent des Gewandhausorchesters Leipzig in Die Zauberflöte von Wolfgang Amadeus Mozart am Opernhaus Leipzig, am Staatstheater Meiningen, am Theater Erfurt, der Meininger Hofkapelle in Meiningen, des West Virginia Symphony Orchestra in Charleston, West Virginia, der Philharmonie des Theater für Niedersachsen (tfn) in Hildesheim, so wie beim Festival Internacional de Música in Santa Cruz de La Palma.

## Diskographie (Auswahl)
- Ludwig van Beethoven, 5. Klavierkonzert Es-Dur op. 73 "Emperor" – Philharmonisches Orchester Ulm/James Allen Gähres, 1999 SCM
- Ludwig van Beethoven, Sinfonie Nr. 5 c-Moll op. 67, und Ouvertüre zu „Coriolan“ in c-Moll (op. 62) – Philharmonisches Orchester Ulm/James Allen Gähres, 2000 SCM
- Alban Berg, Erich Wolfgang Korngold, Richard Strauss, Glück, das mir verblieb ... Wozzeck, Die tote Stadt, Der Rosenkavalier – Philharmonisches Orchester Ulm/James Allen Gähres, 2000 SCM
- Wolfgang Amadeus Mozart, Requiem in d-Moll (KV 626), und Maurerische Trauermusik c-Moll KV 477 (KV 479a) – Philharmonisches Orchester Ulm/James Allen Gähres, 2000 SCM
- Modest Mussorgski/Maurice Ravel, Bilder einer Ausstellung – Philharmonisches Orchester Ulm/James Allen Gähres, 2001 SCM
- Sergei Rachmaninow, Sinfonische Tänze, Op. 45 – Philharmonisches Orchester Ulm/James Allen Gähres, 1999 SCM
- Rodion Schtschedrin Great moments Vol. 1, First Live Recordings of Carmen-Suite after Bizet, Self-portrait and Two tangos by Isaac Albéniz – Ulm Philharmonic/James Allen Gähres, 2001 SCM
- Richard Wagner, Auszüge aus der Tetralogie Der Ring des Nibelungen – Philharmonisches Orchester Ulm/James Allen Gähres, 2000 SCM
- Weihnachtskonzert, Werke von Johann Sebastian Bach, Irving Berlin, Georg Friedrich Händel, Wolfgang Amadeus Mozart, Sergei Prokofjew und Ralph Vaughan Williams – Philharmonisches Orchester Ulm/James Allen Gähres, 2000 SCM
- Angela Denoke: Sängerin des Jahres 1999 – eine Erinnerung an die Jahre in Ulm, Alban Berg, Leoš Janáček, Wolfgang Amadeus Mozart, Richard Strauss, Pjotr Iljitsch Tschaikowski – Angela Denoke (Sopran), Philharmonisches Orchester Ulm/James Allen Gähres, 2000 SCM
- Neujahrskonzerte/New Year's Concerts, An der schönen blauen Donau, Werke von Johann Strauss – Philharmonisches Orchester Ulm/James Allen Gähres, 2000 SCM
- Neujahrskonzert (Live) – Philharmonisches Orchester Ulm/James Allen Gähres, 2001 SCM
- Neujahrskonzert (Live) – Philharmonisches Orchester Ulm/James Allen Gähres, 2004 SCM
- Sinfoniekonzerte, Werke von Hector Berlioz, Johannes Brahms, Charles Ives, Jean Sibelius, Richard Strauss, Pjotr Iljitsch Tschaikowski – Angela Denoke (Sopran), Tamás Füzesi (Violine), Philharmonisches Orchester Ulm/James Allen Gähres, 2000 SCM
- Leo Nucci singt Werke von Giuseppe Verdi und Ruggero Leoncavallo, Herbert von Karajan Gedächtniskonzert – Philharmonisches Orchester Ulm/James Allen Gähres, 2003 SCM